# Andreas Clemens
Andreas Clemens (* 1742 in Sighișoara; † 1815) war ein siebenbürgischer Pfarrer, Grammatiker, Lexikograf und Rumänist.

## Leben und Werk
Clemens studierte Theologie in Tübingen, erwarb ein Stipendium von Christian Heinrich Hiller (1696–1770) und wurde evangelischer Pfarrer und Lehrer in Brenndorf in Siebenbürgen, heute Bod (Rumänien). Er verfasste ein rumänisch-deutsches Wörterbuch, sowie eine rumänische Grammatik, die postum erschienen und Friedrich Diez als Quelle dienten.

## Werke
- Kleines Walachisch-Deutsch und Deutsch-Walachisches Wörterbuch. Ofen 1822, Hermannstadt 1836 (440 Seiten)
- Wörterbuchlein, Deutsch und Wallachisches. Hermannstadt 1822 (184 Seiten Deutsch-Rumänisch + rumänisches unpaginiertes Register)
- Walachische Sprachlehre für Deutsche. Nebst einem kleinen Walachisch-Deutsch und Deutsch-Walachischen Wörterbuche. Hermannstadt und Kronstadt 1823 (Druckort Ofen, 329 Seiten, gewidmet Joseph Heinrich Benigni Edler von Mildenberg), 1836